# Labadieville
Labadieville – jednostka osadnicza w Stanach Zjednoczonych, w stanie Luizjana, w parafii Assumption.